# Fort du Guesclin
Le Fort du Guesclin est construit sur un îlot, l’île du Guesclin accessible à marée basse, à Saint-Coulomb en Ille-et-Vilaine (Bretagne), entre Saint-Malo et Cancale.

## Histoire

### Établissement des fortifications

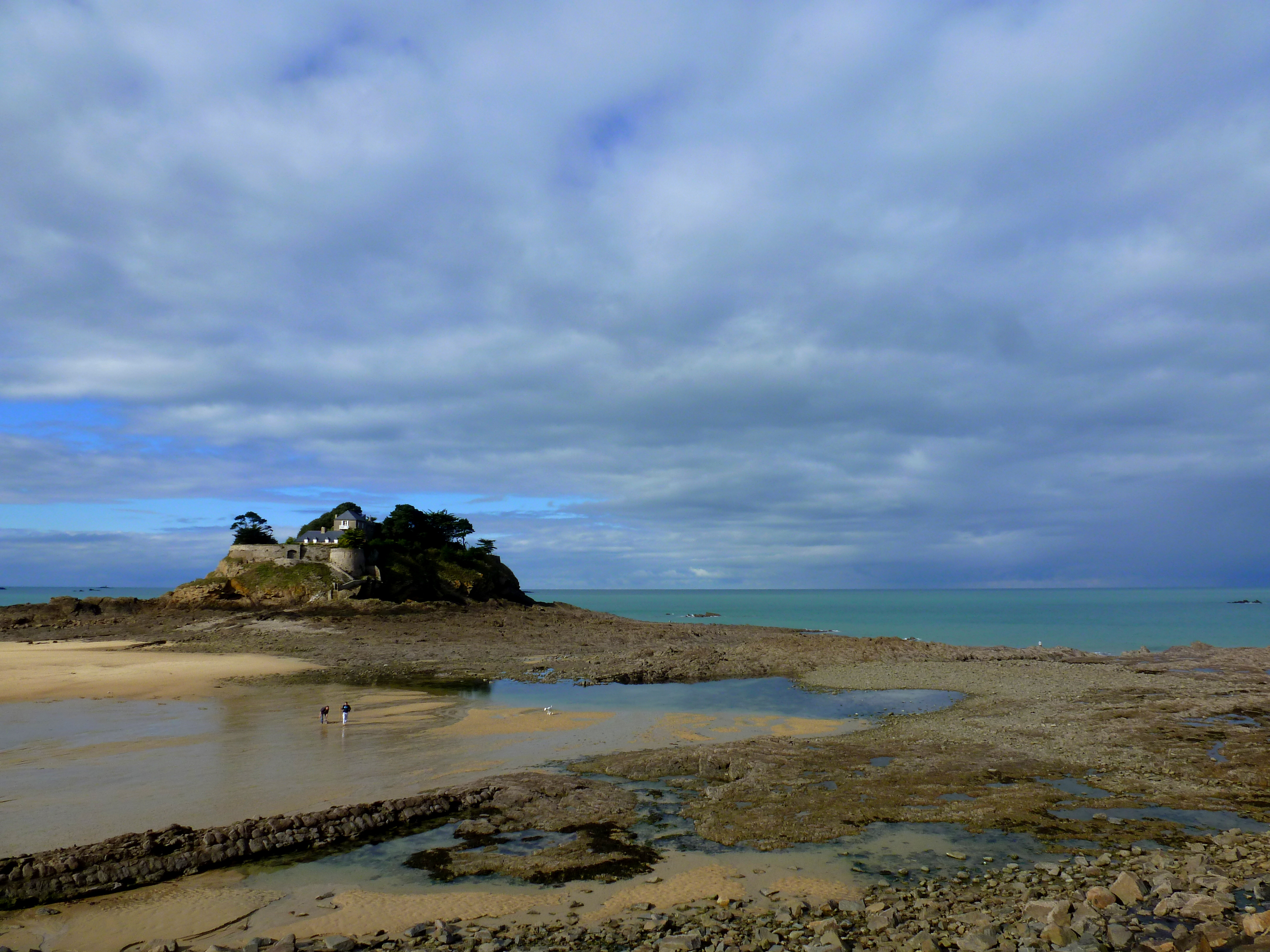
Le fort à marée basse

La première construction fut bâtie en 1026 par un membre de la famille du Guesclin, un imposant château fort flanqué de trois tours et d'un donjon, protégé par deux cercles d'enceintes et doté d'une citerne profonde de 33 mètres. En 1207, Jean sans Terre, roi d'Angleterre, fit occuper le fort jusqu'à ce que Juhel III de Mayenne en chassât les Anglais à la suite de sanglants combats. Les du Guesclin, trouvant le site trop exposé, quittèrent le fort vers 1259 et s'établirent non loin de là, dans les terres, au Plessis-Bertrand que venait de faire construire l'arrière-arrière-grand-père de Bertrand Du Guesclin. Le fort, démantelé depuis, fut racheté en 1500 par Guillaume de Châteaubriant et revendu en 1589 à la Maison de Rieux. Finalement, de 1757 à 1759 l'ancienne construction fut rasée et Vauban y fit construire un fort comprenant une caserne avec magasin à poudre et des plateformes à canons pour protéger la côte des Anglais.

### Propriété privée à partir de 1826
Ayant perdu son utilité militaire en 1826, le fort fut vendu à des particuliers aux enchères,, puis transformé en résidence de villégiature par les habitants civils qui superposèrent deux corps de maison à la garnison formant la bâtisse actuelle. En 1942, pendant l'établissement du Mur de l'Atlantique, les lieux furent occupés par l'armée allemande qui réaménagea les anciennes meurtrières et y installa un canon antiaérien. 
Après le débarquement de 1944, le fort retourne dans des mains civiles, d'abord en possession du maire de Saint-Servan qui ensuite le vendit en 1959 au chanteur Léo Ferré qui y résida jusqu'en 1968, y composant de nombreuses chansons, notamment La Mémoire et la Mer. Il y réside pendant une dizaine d'années avec son épouse Madeleine, sa belle-fille Annie et Pépée, une guenon,.

### Conservation du patrimoine auXXIesiècle
Laissé à l'abandon à la suite du départ de Léo Ferré et d'un partage de biens difficile, le fort fut racheté en 1996 aux héritiers de Léo Ferré par la famille Porcher, qui restaura la bâtisse et entretient depuis cette résidence exceptionnelle,. L'association « Les Amis de l'île du Guesclin » est fondée en 2012 pour mettre en valeur le patrimoine de l'île et participer à sa restauration.

## Galerie

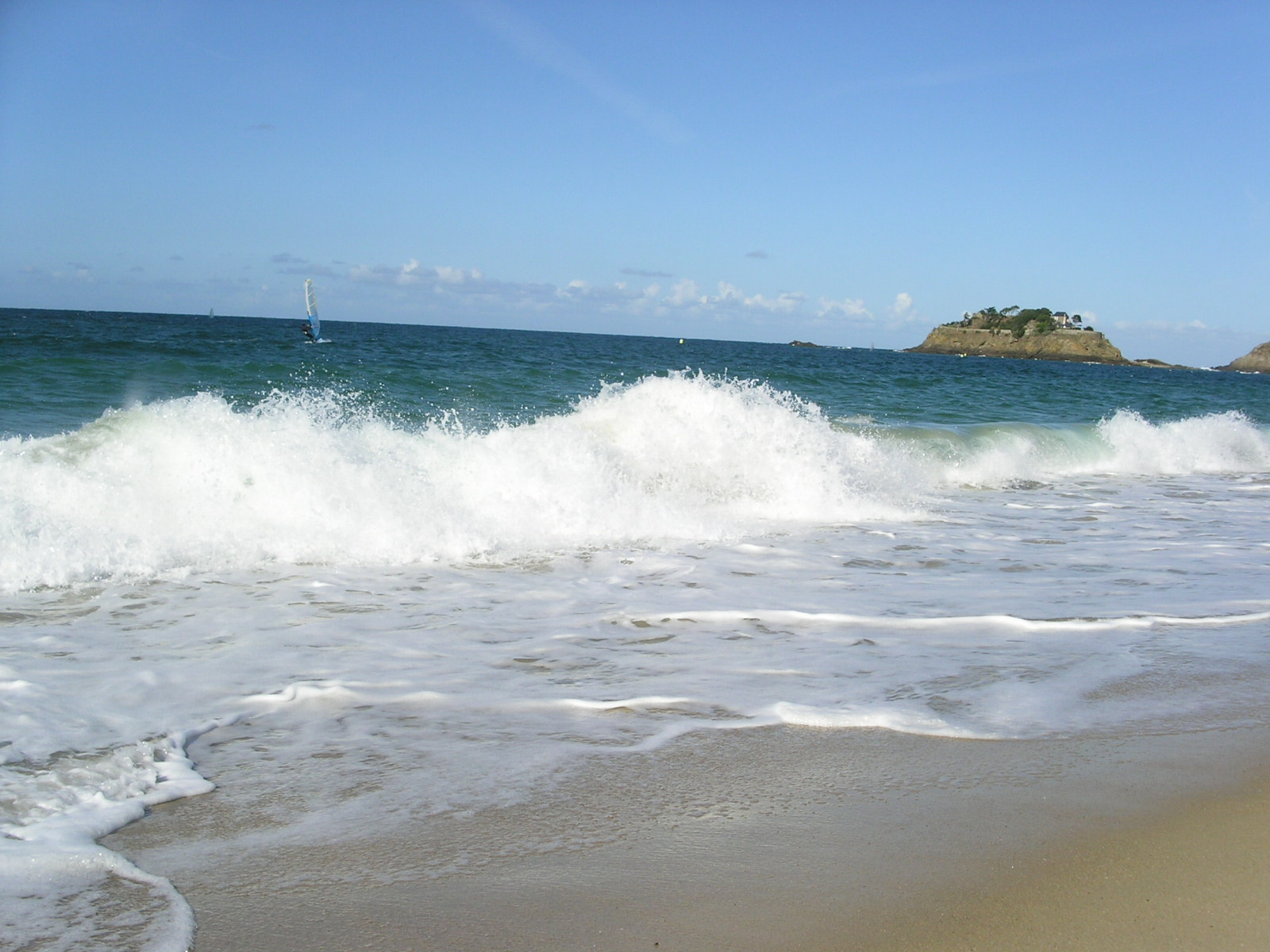
Vue de l'ouest, la plage du Guesclin et le fort éponyme au fond à droite
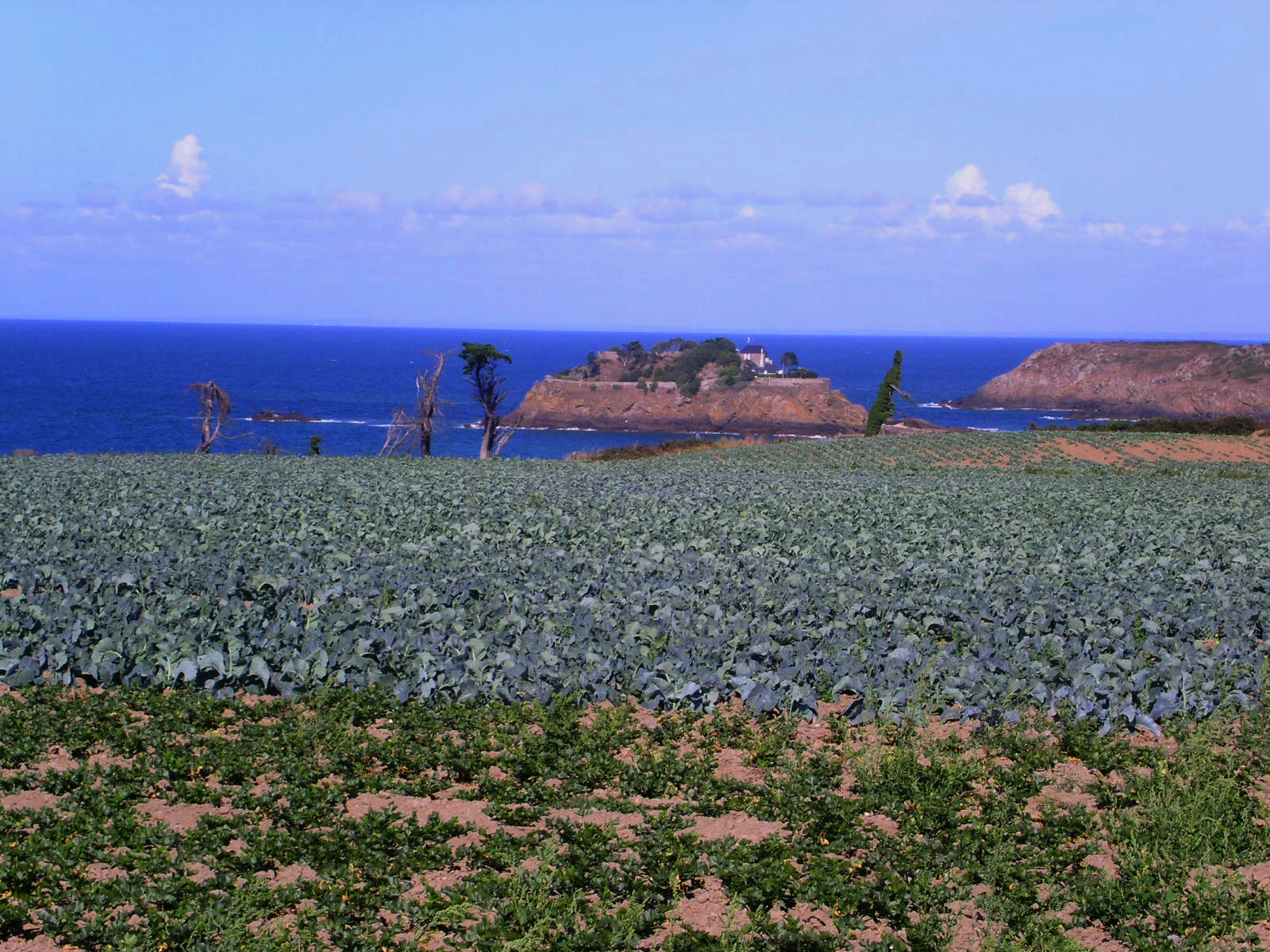
L'île du Guesclin, vue des terres
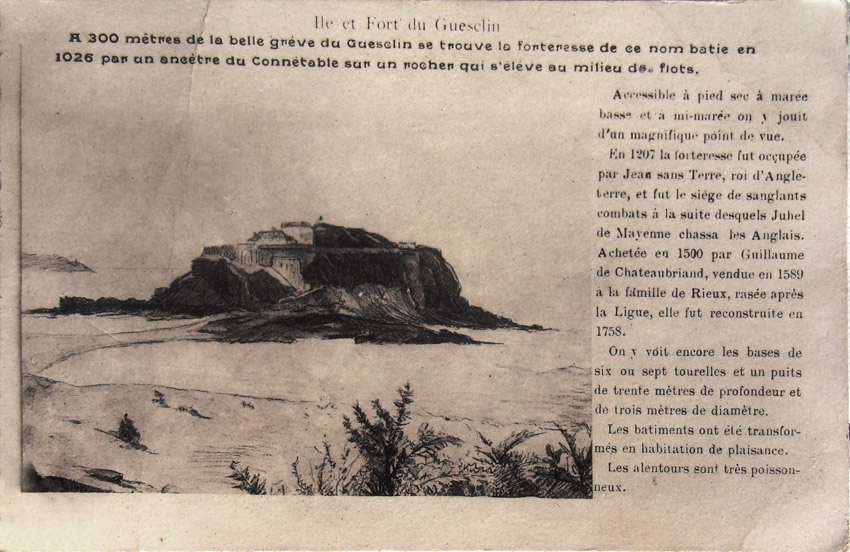
Carte postale du Guesclin, citant l'histoire du lieu
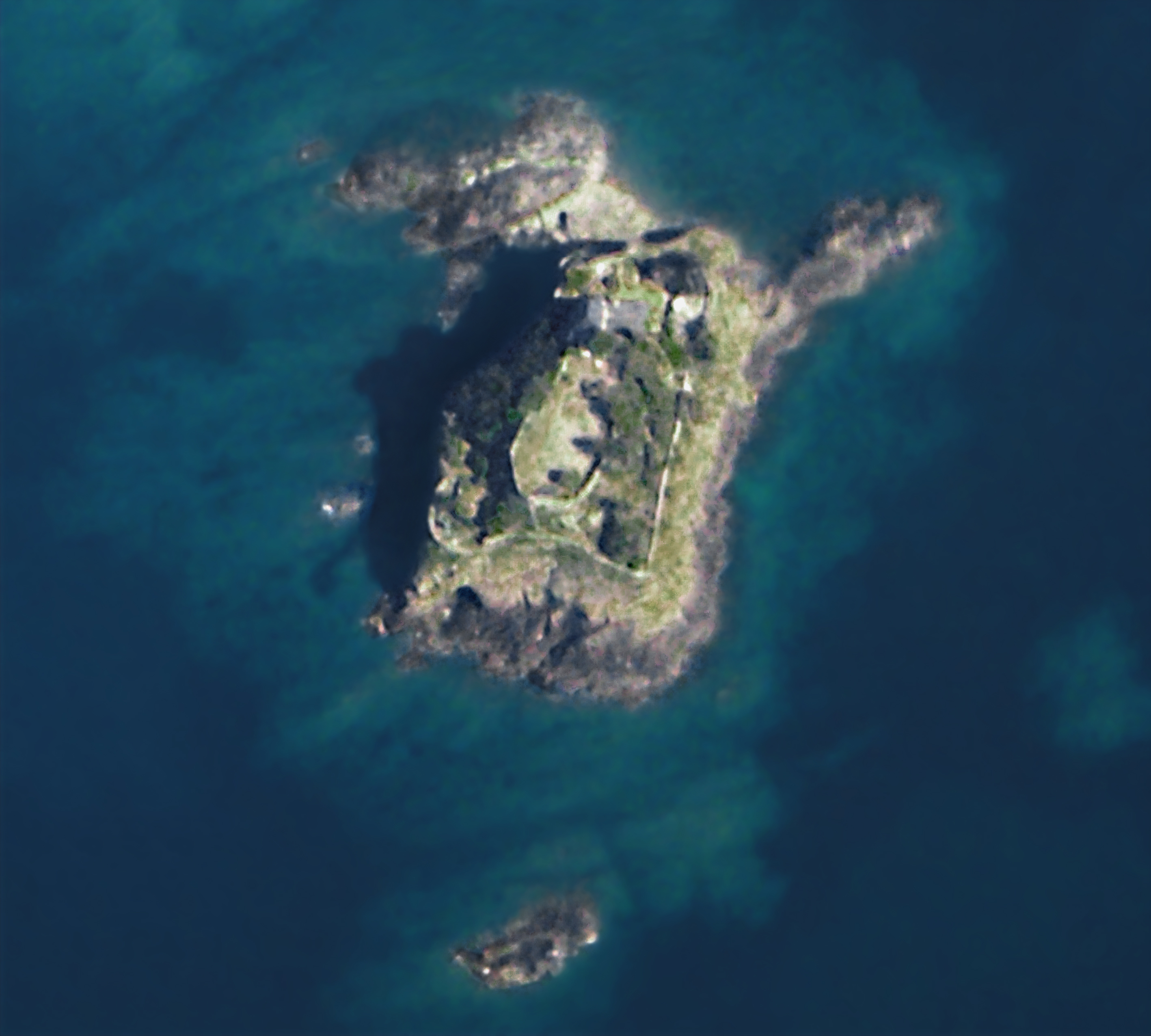
Île du Guesclin, vue du ciel